# CANDU Owners Group
CANDU Owners Group — це приватна некомерційна корпорація, яка добровільно фінансується компаніями CANDU, що працюють у всьому світі, Канадськими ядерними лабораторіями (CNL) та учасниками-постачальниками. Він присвячений забезпеченню програм співпраці, взаємодопомоги та обміну інформацією для успішної підтримки, розвитку, експлуатації, обслуговування та економіки технології CANDU. Усі оператори CANDU у світі є членами COG.  Це включає станції в Канаді (атомна електростанція Пікерінг, атомна електростанція Дарлінгтон, атомна електростанція Брюс і атомна електростанція Point Lepreau), Аргентині (атомна електростанція Embalse), Китаї (атомна електростанція Ціньшань), Індії (атомна електростанція Раджастхан), Пакистан (атомний енергетичний комплекс у Карачі), Південна Корея (атомна електростанція Wolseong) та Румунія (атомна електростанція Чернавода). Його штаб-квартира знаходиться в Торонто, Онтаріо, Канада.
COG було створено в 1984 році за угодою між канадськими компаніями Ontario Hydro (тепер Ontario Power Generation), Hydro-Québec і New Brunswick Power, які належать CANDU, а також Atomic Energy of Canada Limited. Він став некомерційною корпорацією в 1999 році.